# Вегас-дель-Кондадо
Вегас-дель-Кондадо (ісп. Vegas del Condado) — муніципалітет в Іспанії, у складі автономної спільноти Кастилія-і-Леон, у провінції Леон. Населення — 1240 осіб (2010).
Муніципалітет розташований на відстані близько 290 км на північний захід від Мадрида, 18 км на північний схід від Леона.
На території муніципалітету розташовані такі населені пункти: (дані про населення за 2010 рік)
- Кастрільйо-дель-Кондадо: 82 особи
- Кастро-дель-Кондадо: 40 осіб
- Сересалес-дель-Кондадо: 94 особи
- Репреса-дель-Кондадо: 35 осіб
- Сан-Сіпріано-дель-Кондадо: 124 особи
- Сан-Вісенте-дель-Кондадо: 52 особи
- Санта-Марія-дель-Кондадо: 103 особи
- Секос-дель-Кондадо: 54 особи
- Вегас-дель-Кондадо: 237 осіб
- Вільямайор-дель-Кондадо: 55 осіб
- Вільянуева-дель-Кондадо: 198 осіб
- Мораль-дель-Кондадо: 80 осіб
- Вільяфруела-дель-Кондадо: 86 осіб

## Демографія
Динаміка населення (INE ):